# Blacus caduceus
Blacus caduceus är en stekelart som beskrevs av Van Achterberg 1976. Blacus caduceus ingår i släktet Blacus, och familjen bracksteklar. Inga underarter finns listade.